# مخلوط افیون
مخلوط افیون (به انگلیسی: Laudanum) تنتور اپیوم یا شربت تریاک، یکی از داروهای گیاهی ساخته شده الکلی است که شامل حدود ۱۰٪ پودر تریاک، معادل ۱٪ مرفین است. رنگ آن قرمز مایل به قهوه‌ای بوده و طعم آن بسیار تلخ است. مخلوط افیون شامل تمامی آلکالوئیدهای تریاک، مرفین و کدئین می‌شود. به دلیل غلظت مرفین بالا، مخلوط افیون به عنوان یک ماده مخدر مورد استفاده قرار می‌گرفته است، اگرچه در طول تاریخ این ماده برای درمان بسیاری از بیماری‌ها به ویژه ضد درد و سرفه مورد استفاده بوده است.تنتور افیون از لحاظ تاریخی برای درمان بیماری‌های مختلف مورد استفاده قرار می‌گرفت، اما کاربرد اصلی آن به عنوان یک داروی ضد درد و سرکوب‌کننده سرفه بود. از آن جایی که این شربت تمامی آلکالوئیدهای تریاک را دارا است به نام تریاک کامل نیز شناخته می‌شود. برای مثال پس از مصرف ۵ میلی‌گرم از این شربت احساس گرگرفتگی و انقباض عضلات به فرد دست می‌دهد، سپس احساس بیخیالی، گیجی، سرگیجه، بُهت و مَستی و… به سراغ مصرف‌کننده می‌آید. پس از گذشت حدود نیم ساعت تا چهل و پنج دقیقه فرد پرحرف، اهل کار و فعالیت و پرانرژی می‌شود این اثرات از ۲ ساعت تا ۱۲ ساعت ادامه دارند.
لادانوم به صورت دارو در آمریکا و در انگلستان توسط پزشکان تجویز می‌شود. هرچند مصرف این دارو اکنون محدود به کنترل و درمان بیماری اسهال، کم کردن درد و کم کردن اثرات قطع مصرف در نوزادان به دنیا آمده از مادران مصرف‌کننده هروئین و دیگر مواد مخدر است.
سازمان غذا و دارو(مخفف انگلیسی: FDA) اخیراً اعلام کرده است که میزان در دسترس بودن داروی اپیوم تینکچر در آمریکا دچار مخاطره شده است. امروزه هر میلی‌گرم این شربت در بازار آزاد ایران ۴۵ هزار تومان است! و یک بطری کامل یک میلیون و دویست هزار تومان هزینه دربردارد.

## تاریخچه
پاراسلوس زاده ۱۴۹۳، یک کیمیاگر بود که در شهر سالزبورگ اتریش متولد شد. او اولین شخصی بود که متوجه شد که آلکالویئدهای تریاک در الکل بسیار بهتر از آب حل می‌شوند. با توجه به تجربه‌های زیادی که در محلول‌های تریاک داشت به محلول اوتی دست یافت که به عنوان تعدیل‌کننده درد به کار برد.
او این محلول را لادانوم(به انگلیسی: Laudanum) نامید. واژه لادانوم برای تمامی محلول‌هایی که دارای الکل و تریاک می‌باشد به کار می‌رود. لادانوم ساخته شده توسط پاراسلوس از تمامی شربت‌های تریاک قرن هفدهم متفاوت بود.
تا قرن نوزدهم لادانوم برای تسکین درد و به عنوان داروی خواب‌آور در بسیاری از داروها مورد استفاده قرار گرفت. در قرن بیستم اعتیادآور بودن تریاک و مشتقاتش بیشتر فهمیده شد و مورد توجه قرار گرفت و محدودیت‌هایی برای استفاده از آن اعمال شد. بعد از آن وجود برچسب برای داروهای شامل مواد افیونی اجباری شد. تا آن تاریخ مصرف داروهای شامل مواد افیونی تا ۳۳ درصد کاهش یافت.
در اواخر قرن بیستم استفاده از داروی لادانوم مخصوصاً برای درمان اسهال شدید مورد استفاده قرار می‌گرفت.
این دارو امروزه بدون برچسب به عنوان تسکین دهنده درد و برطرف‌کننده اثرات قطع ناگهانی مصرف مواد مخدر در آمریکا مورد استفاده قرار می‌گیرد.

## خطرات
شربت تریاک (به انگلیسی: Opium Tincture) یکی از قوی‌ترین داروهای خوراکی مشتق از مرفین است که امروزه به عنوان داروی تجویزی مورد استفاده است. به علت قوی بودن این محلول میزان مصرف بیش از حد در اثر استفاده زیاد از دارو گزارش شده است. مصرف ۱۰۰ الی ۱۵۰ میلی‌گرم مرفین برای یک شخص سالم که وابستگی جسمانی به مصرف مواد افیونی ندارد اثر کشنده دارد.
مصرف بیش از حد تجویز به شدت اعتیاد آورتر از تریاک می‌باشد.